# ووینووو (استان لوبوسکی)
ووینووو (استان لوبوسکی) (به لهستانی: Wojnowo) یک روستا در لهستان است که در گمینا کارگووا واقع شده‌است.